# Чемпионат мира по конькобежному спорту на отдельных дистанциях 2021
Чемпионат мира по конькобежному спорту на отдельных дистанциях 2021 проходил с 11 по 14 февраля на катке Тиалф, Херенвен, Нидерланды. Соревнования проводились на дистанциях 500, 1000, 1500, 5000 метров, в масс-старте у мужчин и женщин, в командной гонке, а также 3000 метров у женщин и 10 000 у мужчин.
Чемпионат мира изначально планировалось провести в Пекине на Национальном конькобежном стадионе, на котором должны проводиться соревнования по конькобежному спорту на Олимпиаде-2022. Из-за пандемии коронавируса по решению ИСУ были отменены первые четыре этапа Кубка мира сезона 2020/2021. Оставшиеся два этапа Кубка мира, чемпионат Европы и чемпионат мира на отдельных дистанциях будут проведены в январе-феврале в Херенвене. При квалификации учитывались результаты этих 2-х этапов Кубка мира и результаты показанные на чемпионате мира 2020 года.
Из-за запрета Спортивного арбитражного суда (CAS) использования флага и гимна России на этом чемпионате российские спортсмены выступали под флагом Союза конькобежцев России (RSU). Вместо гимна России на награждении звучал музыкальный фрагмент из концерта для фортепиано с оркестром № 1 Петра Чайковского, что утвердил Международный союз конькобежцев (ISU). ISU ввел данные ограничения в свете решения Спортивного арбитражного суда (CAS) об отстранении России от Олимпиад и чемпионатов мира на два года.

## Программа
| Дата            | Мужчины               | Женщины               |
| --------------- | --------------------- | --------------------- |
| 11 февраля 2021 | 5000 м                | 3000 м                |
| 12 февраля 2021 | 500 м Командная гонка | 500 м Командная гонка |
| 13 февраля 2021 | 1000 м Масс-старт     | 1000 м Масс-старт     |
| 14 февраля 2021 | 1500 м 10 000 м       | 1500 м 5000 м         |

## Медальный зачёт
(Жирным выделено самое большое количество медалей в своей категории; принимающая страна также выделена)
| Общее количество медалей | Общее количество медалей | Общее количество медалей | Общее количество медалей | Общее количество медалей | Общее количество медалей |
| Место                    | Страна                   | Золото                   | Серебро                  | Бронза                   | Всего                    |
| ------------------------ | ------------------------ | ------------------------ | ------------------------ | ------------------------ | ------------------------ |
| 1                        | Нидерланды               | 7                        | 6                        | 5                        | 18                       |
| 2                        | США                      | 2                        | 1                        | 0                        | 3                        |
| 3                        | Швеция                   | 2                        | 0                        | 0                        | 2                        |
| 4                        | Команда СКР              | 1                        | 3                        | 7                        | 11                       |
| 5                        | Канада                   | 1                        | 3                        | 1                        | 5                        |
| 6                        | Норвегия                 | 1                        | 0                        | 0                        | 1                        |
| 7                        | Чехия                    | 0                        | 1                        | 0                        | 1                        |
| 8                        | Бельгия                  | 0                        | 0                        | 1                        | 1                        |
| Всего                    | Всего                    | 14                       | 14                       | 14                       | 42                       |

## Призёры

### Мужчины
| Дистанция                   | Золото                                                   | Золото           | Серебро                                               | Серебро          | Бронза                                                      | Бронза          |
| --------------------------- | -------------------------------------------------------- | ---------------- | ----------------------------------------------------- | ---------------- | ----------------------------------------------------------- | --------------- |
| 500 м (подробнее)           | Лоран Дюбрёй · Канада                                    | 34,39            | Павел Кулижников Команда СКР                          | 34,54            | Дай Дай Нтаб · Нидерланды                                   | 34,62           |
| 1000 м (подробнее)          | Кай Вербей · Нидерланды                                  | 1:08,05          | Павел Кулижников Команда СКР                          | 1:08,31          | Лоран Дюбрёй · Канада                                       | 1:08,56         |
| 1500 м (подробнее)          | Томас Крол · Нидерланды                                  | 1:43,75          | Кьелд Нёйс · Нидерланды                               | 1:44,11          | Патрик Руст · Нидерланды                                    | 1:45,49         |
| 5000 м (подробнее)          | Нильс ван дер Пул · Швеция                               | 6:08,39          | Патрик Руст · Нидерланды                              | 6:10,05          | Сергей Трофимов Команда СКР                                 | 6:13,02         |
| 10 000 м (подробнее)        | Нильс ван дер Пул · Швеция                               | 12:32,95 WR      | Йоррит Бергсма · Нидерланды                           | 12:45,86         | Александр Румянцев Команда СКР                              | 12:54,74        |
| Командная гонка (подробнее) | Нидерланды · Беау Снеллинк · Марсел Боскер · Патрик Руст | 3:41,42          | Канада · Тед-Ян Блумен · Джордан Бельчос · Коннор Хоу | 3:41,71          | Команда СКР Данила Семериков Руслан Захаров Сергей Трофимов | 3:42,66         |
| Масс-старт (подробнее)      | Джой Мантиа · США                                        | 7:32,47 60 очков | Арьян Струтинга · Нидерланды                          | 7:32,77 40 очков | Барт Свингс · Бельгия                                       | 7:32,83 21 очко |

### Женщины
| Дистанция                   | Золото                                                     | Золото           | Серебро                                                   | Серебро         | Бронза                                                            | Бронза           |
| --------------------------- | ---------------------------------------------------------- | ---------------- | --------------------------------------------------------- | --------------- | ----------------------------------------------------------------- | ---------------- |
| 500 м (подробнее)           | Ангелина Голикова Команда СКР                              | 37,14            | Фемке Кок · Нидерланды                                    | 37,28           | Ольга Фаткулина Команда СКР                                       | 37,45            |
| 1000 м (подробнее)          | Бриттани Боу · США                                         | 1:14,12          | Ютта Лердам · Нидерланды                                  | 1:14,67         | Елизавета Голубева Команда СКР                                    | 1:14,84          |
| 1500 м (подробнее)          | Рагне Виклунд · Норвегия                                   | 1:54,61          | Бриттани Боу · США                                        | 1:55,03         | Евгения Лаленкова Команда СКР                                     | 1:55,09          |
| 3000 м (подробнее)          | Антуанетта де Йонг · Нидерланды                            | 3:58,47          | Мартина Сабликова · Чехия                                 | 3:58,57         | Ирен Схаутен · Нидерланды                                         | 3:59,75          |
| 5000 м (подробнее)          | Ирен Схаутен · Нидерланды                                  | 6:48,53          | Наталья Воронина Команда СКР                              | 6:50,99         | Карлейн Ахтеректе · Нидерланды                                    | 6:52,22          |
| Командная гонка (подробнее) | Нидерланды · Ирен Вюст · Антуанетта де Йонг · Ирен Схаутен | 2:55,79          | Канада · Валери Мальте · Ивани Блонден · Изабель Вайдеман | 2:55,97         | Команда СКР Евгения Лаленкова Елизавета Голубева Наталья Воронина | 2:29,35          |
| Масс-старт (подробнее)      | Марейке Груневауд · Нидерланды                             | 8:43,15 60 очков | Ивани Блонден · Канада                                    | 8:43,26 42 очка | Ирен Схаутен · Нидерланды                                         | 8:43,56 20 очков |